# Miháltz Pál

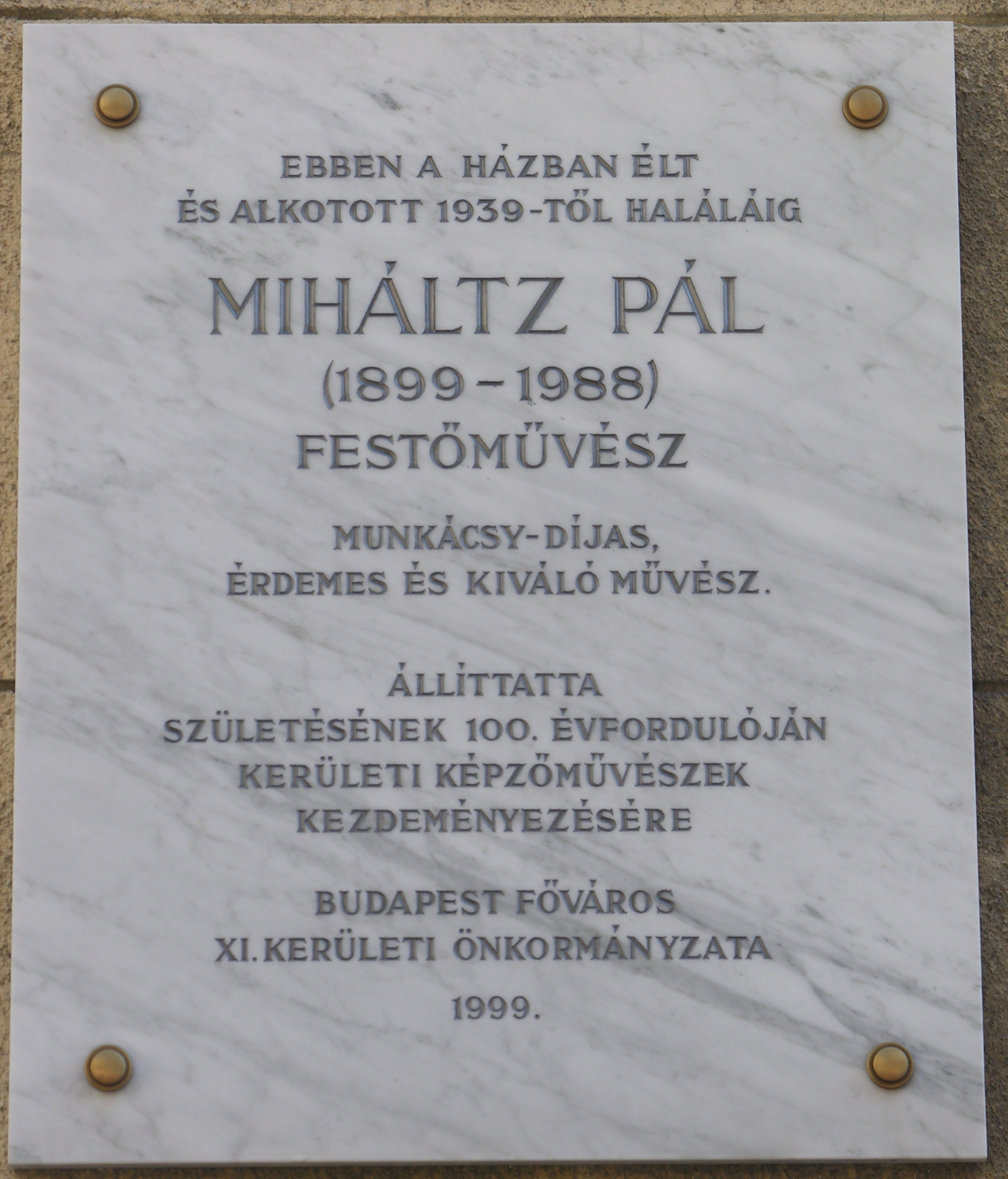
Miháltz Pál emléktáblája egykori lakhelyén, a Lágymányosi utca 17/a szám alatt

Miháltz Pál (Magyarvalkó, 1899. április 1. – Budapest, 1988. november 25.) festőművész, művészetpedagógus.

## Élete
Képzőművészeti tanulmányait 1918-ban kezdte el a Képzőművészeti Főiskolán Révész Imre növendékeként, majd 1922-ben Vaszary Jánost választotta mesteréül. Ekkor színesedik ki addigi mélytónusú, sötét színezetű palettája. Vaszary hatására témavilága is megváltozik: szimbolikus értelmű bibliai jeleneteket fest. 1929-ben Olaszországban jár. Képei átmenetileg az olasz novecentoval is rokonságba kerül. 1930-tól nyaranta Szentendrén dolgozik, 1946-ban választották a Régi Művésztelep tagjává. A KUT és az UME tárlatain 1926-tól vesz részt. 1927-től Barcsay Jenővel együtt rajzot tanít a fővárosi iparostanonc iskolában. 1928-1946 között a Műegyetem Szabadkézi Rajz tanszékén tanít. 1946-1959 között az Iparművészeti Főiskola professzora. 
1933-ban jelenik meg Egy élet regénye című 41 lapos linómetszet sorozata Lyka Károly előszavával. Az 1930-as években Szentendre vonzáskörébe kerülve alakította ki önálló stílusát. Mind a posztimpresszionizmus, mind a szimbolizmus hatott rá. Festészetét a kifinomult magas színkultúra, a konstruktivizmus fegyelme jellemzi. Meghatározó témája az ember és környezete, meditatív, melankolikus, kissé révedező átírással. A nyolcvanas években művészete még bensőségesebb, drámaibb színezetű és monumentalitással telítődik.
1981-ben műveinek legjelentősebb részét a Pest Megyei Múzeumok Igazgatóságának, a szentendrei Ferenczy Múzeumnak ajándékozta.

## Elismerések
- Munkácsy Mihály-díj (1961)
- Érdemes művész (1965)
- Kiváló művész (1973)

## Jelentősebb kiállításai
- Szentendrei Képtár (1982)
- Helikon Galéria (1985)
- Szombathelyi Képtár (1985)
- Szentes (1987)
- emlékkiállítás:
  - Vigadó Galéria (1988)
  - Szombathelyi Képtár (1993)